# Valea lui Lalu
Valea lui Lalu – wieś w Rumunii, w okręgu Buzău, w gminie Pardoși. W 2011 roku liczyła 78 mieszkańców.